# Primavera Rosa
La Primavera Rosa est une ancienne course cycliste féminine italienne disputée en Ligurie. Courue de 1999 à 2005, elle était organisée par RCS Sport et constituait une version féminine de la classique Milan-San Remo, disputée le même jour. Son parcours en empruntait les 118 derniers kilomètres, en partant de Varazze, dans la province de Savone.
La Cipressa et le Poggio di San Remo, les deux difficultés de Milan-San Remo, figuraient par conséquent également sur le trajet de la Primavera Rosa.
La Primavera Rosa fait partie de la Coupe du monde de cyclisme sur route féminine de 1999 à 2005. Après l'annulation de l'édition 2006, elle n'a plus été organisée.
Elle est remplacée en 2025 par Sanremo Women.

## Palmarès
| Année | Vainqueur         | Deuxième             | Troisième        |
| ----- | ----------------- | -------------------- | ---------------- |
| 1999  | Sara Felloni      | Gabriella Pregnolato | Chantal Beltman  |
| 2000  | Diana Žiliūtė     | Ina-Yoko Teutenberg  | Giovanna Troldi  |
| 2001  | Susanne Ljungskog | Mirjam Melchers      | Sara Felloni     |
| 2002  | Mirjam Melchers   | Diana Žiliūtė        | Chantal Beltman  |
| 2003  | Zulfiya Zabirova  | Regina Schleicher    | Rochelle Gilmore |
| 2004  | Zulfiya Zabirova  | Mirjam Melchers      | Oenone Wood      |
| 2005  | Trixi Worrack     | Nicole Cooke         | Oenone Wood      |